# Ole Wanscher
Ole Wanscher (* 16. September 1903 in Frederiksberg; † 27. Dezember 1985 in Charlottenlund, Gentofte) war ein dänischer Architekt und Möbeldesigner.

## Leben
Wanscher war von 1924 bis 1927 bei Kaare Klint angestellt. Anschließend ließ er sich als selbständiger Architekt mit Möbelentwurf als Spezialgebiet nieder. Von 1931 bis 1936 arbeitete er als Lehrer für Möbelgestaltung an der Kunstgewerbeschule (Kunsthåndværkerskolen) in Kopenhagen, als technischer Berater beim Naturschutzverein Danmarks Naturfredningsforening 1937 bis 1944 und als Sekretär im Wettbewerbsausschuss der Akademisk Arkitektforening von 1939 bis 1949. 1955 bis 1973 wirkte er als Professor für Möbel- und Raumkunst an der Dänischen Kunstakademie. 
Außerdem war Wanscher von 1940 bis 1952 Mitglied in der Jury der Kunstakademie, ab 1949 als Vorsitzender der Architektursektion. Ab 1951 leitete er den Ausstellungsausschuss von Danske Arkitekters Landsforbund. 
Aufgrund einer langjährigen Zusammenarbeit mit Tischlermeister A.J. Iversen entwickelte Ole Wanscher eine Reihe von exklusiven Möbeltypen, die einen Höhepunkt dänischer Möbelkunst darstellen. Seit den 1950er Jahren arbeitete Ole Wanscher mit dem Möbelproduzenten P. Jeppesens Møbelfabrik zusammen. Diese Zusammenarbeit wurde bis zu Wanschers Tod fortgesetzt und hatte zahlreiche bekannte Modelle wie die Rungstedlund-Serie, PJ-149 Colonial Chair, PJ-112 und andere Modelle zur Folge. Viele Möbelmodelle Ole Wanschers werden heute von Carl Hansen & Søn gefertigt, die 2012 die P.J. Furniture A/S übernahm.

## Veröffentlichungen
- Møbeltyper, 1932
- mit Gregor Paulsson (Hrsg.): Møbelsnedkeri, 1936
- Møbelkunstens Historie i Oversigt, 1941
- Möbelkunst, Ästhetik und Entwicklung historischer Möbeltypen. Holzmann Verlag, Hamburg, 1963
- Møblets æstetik, 1985